# Tantillita canula
La culebra ciempiés yucateca (Tantillita canula) es una especie de serpiente que pertenece a la familia Colubridae. Es nativa de México (Yucatán, Campeche y Quintana Roo), Guatemala (departamento de Petén), Belice, y quizá en el noroeste de El Salvador. Su hábitat natural se compone de bosque de pino, bosque de pino-encino y bosque tropical caducifolio. Su rango altitudinal oscila entre 0 y 2618 m s. n. m.. 